# Рэпп, Рене
Рене Джейн Рэпп (англ. Reneé Jane Rapp, род. 10 января 2000) — американская певица, автор песен и актриса. Рэпп стала известна благодаря ролям Реджины Джордж в бродвейском мюзикле «Дрянные девчонки» (2019—2020) и Лэйтон Мюррей в комедии «Сексуальная жизнь студенток» стримингового сервиса Max. Она также сыграла роль Джордж в фильме «Дрянные девчонки» (2024) и участвовала в создании саундтрека к нему.
Рэпп выпустила дебютный мини-альбом «Everything to Everyone» в 2022 году, за которым последовал студийный альбом «Snow Angel» в 2023 году.

## Ранняя жизнь и образование
Рэпп родилась 10 января 2000 года. В течение трёх лет она посещала среднюю школу «Hopewell High School» в Хантерсвилле, Северная Каролина, участвовала в театральной программе и женской команде по игре в гольф, в дальнейшем поступила в школу искусств «Northwest School of the Arts».
В 2018 году Рэпп получила награду в номинации «Лучшая актриса» (англ. Best Actress) на церемонии вручения наград «Blumey Awards», главной музыкальной театральной премии города Шарлотт за роль Сандры в школьной постановке «Большая рыба». Рэпп участвовала в десятой ежегодной церемонии вручения премии «Jimmy Awards» в Нью-Йорке, где она выиграла в номинации «Best Performance by an Actress», обойдя сорок других конкурсанток. Эта победа принесла ей стипендию в сумме $ 10 тыс. Актриса Лаура Бенанти, вручившая награду Рэпп, сказала: «Я никогда не буду такой же уверенной в себе, как эта восемнадцатилетняя девушка». Также в репортаже журнала «New York Magazine» о церемонии «Jimmy Awards» указывалось, что Рэпп «зажгла сцену» своим победным выступлением.

## Карьера
В 2018 году Рэпп получила роль Уэндлы в постановке «Пробуждение весны» театра города Шарлотт. 27 июля 2018 года Рэпп выступила на фестивалях Supergirl Pro Surf и Music Festival 2018. 23 сентября 2018 года она приняла участие в четвёртом ежегодном бродвейском мероприятии «Back to School», организованном Образовательным театральным фондом (англ. The Educational Theatre Foundation), которое проходило в «Feinstein's/54 Below». В декабре 2018 года она получила роль Монтин в мюзикле «Парад» театра «Roundabout Theater Company». 12 января 2019 года Рэпп выступила на мероприятии «BroadwayCon 2019 Star to Be», исполнив песню «They Just Keep Moving the Line» из музыкально-драматического сериала NBC «Смэш». 4 марта 2019 года она участвовала в выступлении «54 Sings The High School Musical Trilogy», организованном «Feinstein’s/54 Below», а затем 28 марта в мероприятии «FOR THE GIRLS».
28 мая 2019 года было объявлено, что Рэпп получит главную роль Реджины Джордж в номинированном на премию «Тони» бродвейском мюзикле «Дрянные девчонки» сначала ограниченно с 7 по 26 июня, а затем на постоянной основе начиная с 10 сентября 2019 года. 3 июня Рэпп выступила в «The Green Room 42», исполнив песни из шоу после выступления Тины Фей.
14 октября 2020 года Рэпп получила роль Лэйтон Мюррей, одной из четырёх главных героинь подросткового комедийного сериала Минди Калинг «Сексуальная жизнь студенток», транслирующегося стриминговым сервисом «Max».
14 ноября 2022 года Рэпп анонсировала свой первый тур «Everything to Everyone: The First Shows». Было проведено четыре концерта в США: в Лос-Анджелесе, Манхэттене, Бостоне и Атланте. Из-за высокого спроса на билеты был добавлен новый концерт в Бруклине, а также дополнительные концерты в Лос-Анджелесе и Манхэттене и обновлённое место проведения в Атланте. Популярный и успешный тур Рэпп по США проходил с 6 по 18 декабря 2022 года и включал в себя 8 концертов.
9 декабря 2022 года было объявлено, что Рэпп сыграет свою роль Реджины Джордж в экранизации «Дрянных девчонок».
12 января 2023 года Рэпп объявила о первом международном исполнении своего дебютного мини-альбома «Everything to Everyone». 19 января 2023 года она дала трёхкратное аншлаговое шоу на обновлённой площадке в «O2 Forum Kentish Town».
В феврале 2023 года была выпущена deluxe-версия её мини-альбома «Everything to Everyone» с двумя новыми песнями. Её дебютный студийный альбом «Snow Angel» вышел 18 августа 2023 года. 16 июня 2023 года Рэпп анонсировала международный тур «Snow Hard Feelings» при поддержке Alexander 23 и Towa Bird. 17 ноября 2023 года была выпущена deluxe-версия альбома «Snow Angel», в которую вошли четыре новые песни, включая ремикс на «Tummy Hurts» с Коко Джонс. Официальный видеоклип на ремикс был выпущен 17 ноября 2023 года.
В интервью в октябре 2023 года Рэпп заявила, что у неё нет желания возвращаться к актёрской деятельности после выхода «Дрянных девчонок», поскольку она хочет сосредоточиться на своей музыкальной карьере.

## Личная жизнь
Рэпп является бисексуалкой. У неё был диагностирован синдром дефицита внимания и гиперактивности. Она болеет за футбольный клуб «Кристал Пэлас» английской Премьер-лиги.

## Роли в театре
| Год(ы)    | Название          | Роль                         | Театр                | Примечания                   | Сноски |
| --------- | ----------------- | ---------------------------- | -------------------- | ---------------------------- | ------ |
| 2018      | Пробуждение весны | Уэндла                       | Theatre Charlotte    |                              |        |
| 2019-2020 | Дрянные девчонки  | Реджина Джордж               | Август Уилсон        |                              | [ 14 ] |
| 2021      | Sisgendered       | Исполнитель/играет сама себя | Feinstein’s/54 Below | Концерт только на один вечер | [ 30 ] |

## Фильмография
| Год(ы)       | Название                    | Роль           | Примечания                     | Сноски |
| ------------ | --------------------------- | -------------- | ------------------------------ | ------ |
| 2021 — н. в. | Сексуальная жизнь студенток | Лэйтон Мюррей  | Главная роль                   | [ 31 ] |
| 2024         | Дрянные девчонки            | Реджина Джордж |                                | [ 32 ] |
| 2024         | Saturday Night Live         | Камео          | Музыкальный гость; один эпизод |        |

## Дискография

### Студийные альбомы
| Название   | Сведения                                                                                            | Высшая позиция в чартах | Высшая позиция в чартах | Высшая позиция в чартах | Высшая позиция в чартах |
| Название   | Сведения                                                                                            | US                      | AUS                     | GER                     | UK                      |
| ---------- | --------------------------------------------------------------------------------------------------- | ----------------------- | ----------------------- | ----------------------- | ----------------------- |
| Snow Angel | - Выпущен: 18 августа 2023 - Лейбл: Interscope - Формат: CD, LP, цифровые загрузки, стриминг        | 44                      | 42                      | 76                      | 7                       |
| Bite Me    | - Выпущен: 1 августа 2025 - Лейбл: Interscope Records - Формат: CD, LP, цифровые загрузки, стриминг | 3                       | 3                       | 4                       | 1                       |

### Саундтреки
| Дрянные девчонки (саундтрек) (как актриса Дрянные девчонки (2024))                   | - Выпущен: 12 января 2024 - Лэйбл: Interscope - Форматы: CD, digital download, streaming | — | — |
| символ «—» означает релизы, не попавшие в чарты или не выпускавшиеся в этом регионе. |                                                                                          |   |   |

### Мини-альбомы
| Название               | Сведения                                                                                 | Максимальная позиция в чартах |
| Название               | Сведения                                                                                 | US Sales                      |
| ---------------------- | ---------------------------------------------------------------------------------------- | ----------------------------- |
| Everything to Everyone | - Released: 11 ноября 2022 - Лэйбл: Interscope - Формат: CD, Digital download, streaming | 47                            |

### Синглы
| Название                                         | Год  | Максимальная позиция в чартах | Максимальная позиция в чартах | Максимальная позиция в чартах | Альбом                       |
| Название                                         | Год  | US Bub.                       | US Pop                        | NZ Hot                        | Альбом                       |
| ------------------------------------------------ | ---- | ----------------------------- | ----------------------------- | ----------------------------- | ---------------------------- |
| «Tattoos»                                        | 2022 | —                             | —                             | —                             | Сингл вне альбома            |
| «In the Kitchen»                                 | 2022 | —                             | —                             | —                             | Everything to Everyone       |
| «Don’t Tell My Mom»                              | 2022 | —                             | —                             | —                             | Everything to Everyone       |
| «Too Well»                                       | 2022 | —                             | 32                            | 17                            | Everything to Everyone       |
| «Snow Angel»                                     | 2023 | —                             | —                             | 35                            | Snow Angel                   |
| «Talk Too Much»                                  | 2023 | —                             | —                             | —                             | Snow Angel                   |
| «Pretty Girls»                                   | 2023 | —                             | —                             | 30                            | Snow Angel                   |
| «Tummy Hurts» (совместно с Коко Джонс            | 2023 | —                             | —                             | —                             | Snow Angel                   |
| «Not My Fault» (совместно с Megan Thee Stallion) | 2023 | 22                            | —                             | 8                             | Дрянные девчонки (саундтрек) |

## Туры
- Everything to Everyone Tour (2022)[44][45]
- Snow Hard Feelings Tour (2023—2024)[46][47]

## Награды и номинации
| Год  | Награда                                     | Категория                         | Номинируемая работа  | Результат |
| ---- | ------------------------------------------- | --------------------------------- | -------------------- | --------- |
| 2018 | BroadwayWorld Charlotte Awards              | Best Actress in a Musical (local) | Пробуждение весны    | Номинация |
| 2018 | Blumey Awards                               | Best Actress                      | Большая рыба         | Победа    |
| 2018 | National High School Musical Theatre Awards | Best Performance by an Actress    | Большая рыба         | Победа    |
| 2023 | MTV Video Music Awards                      | Best New Artist                   | сама как исполнитель | Номинация |
| 2023 | MTV Video Music Awards                      | Push Performance of the Year      | «Colorado»           | Номинация |